# キバウミニナ
キバウミニナ（牙海蜷）、学名 Terebralia palustris は、吸腔目キバウミニナ科に分類される巻貝の一種。インド太平洋熱帯海域のマングローブに生息する塔形巻貝である。新生代の化石として発見されるビカリア属 (Vicarya) と近縁である。

## 特徴
成貝は殻長100mm・殻径40mmを超える。キバウミニナ科の貝類としては大型種で、日本産のキバウミニナ科貝類では最大種である。螺層（巻き）は膨らみがなく、全体の形は円錐形に近い。螺層には波打った太い縦肋があり、縫合（巻きの繋ぎ目）の下に深い螺溝が1本走る。体層（巻きの一番下）は丸みがあり、殻の底に同心円状の深い溝が十数本走る。水管溝は殻底の中心に深くえぐれる。
同属種にマドモチウミニナ T. sulcata がいるが、本種の方がより大型で細長いこと、水管溝が殻口と繋がっていること、殻表が格子状でないことなどで区別できる。

### 分布
インド太平洋の熱帯・亜熱帯海域に分布する。日本では沖縄本島北部と八重山諸島の石垣島・西表島・小浜島で確認されているが、自然分布は八重山諸島の西表島及び小浜島であると考えられている。
八重山諸島の西表島及び小浜島のマングローブ林のみに分布することが知られていたが、近年石垣島の名蔵アンパル及び川平湾河口、宮良川河口でも生息が確認されている。なお、小菅（2005）によると、名蔵アンパル及び川平湾河口の個体群は人為移入の可能性が高く、その時期は1988年以降であると考察している。一方、小菅（2006）によると、宮良川河口の個体群は2001年及び2005年に確認しており、それらが幼貝のみであるため浮遊幼生が定着した自然分散の可能性が高いと考察している（ただし、どこから分散したかははっきりしていない）。また、沖縄島北部の大宜味村田嘉里川河口で1個体が採取されたこともあるが、人為的な持ち込みの可能性が高いため、琉球諸島における自然分布は八重山諸島のみと考えられている。

### 生態
汽水域のマングローブ林に生息し、林床の砂泥上に群れをなす。地を這って樹木の落葉を直接摂食する。稚貝のうちは多くのウミニナ科の巻貝と同様に主にデトリタスを摂食するが、やや大きくなると落葉の表面を削り取るようになり、成貝は落葉を端から噛み切って摂食する。成貝の歯舌は鋭く刃物のようであり、硬いマングローブの落葉を効率よく切断することができる。さらに切断された葉から溶出するモノテルペン混合物に誘引され、個体数が多い生息地では、一箇所に大量に集中することがある。摂食効率のみならず本種のβ-グルコシダーゼ活性は高く、落葉のセルロースを効率よく分解することができることから、マングローブ林の炭素循環に重要な役割を持っていると考えられる。

## 保護上の位置づけ
- 絶滅危惧II類 (VU)（環境省レッドリスト）

日本では分布が限られている上、生息地となるマングローブの開発も危惧されている。海外では食用にされているが、日本では希少種でもあり漁獲対象とはならない。食に関しての安全性も確認されていない。